# جيمي فورد
جيمي فورد (30 مارس 1976 - )  (بالإنجليزية: James Ford)‏ هو لاعب كريكت بريطاني.

## وصلات خارجية
- جيمي فورد على موقع إي آس بي آن كريك إنفو (الإنجليزية)